# Oak Valley (Nova Jérsei)
Oak Valley é uma Região censo-designada localizada no estado americano de Nova Jérsei, no Condado de Gloucester.

## Demografia
Segundo o censo americano de 2000, a sua população era de 3747 habitantes.

## Geografia
De acordo com o United States Census Bureau tem uma área de
1,8 km², dos quais 1,8 km² cobertos por terra e 0,0 km² cobertos por água.

## Localidades na vizinhança
O diagrama seguinte representa as localidades num raio de 8 km ao redor de Oak Valley.